# Teresa de Jesús Mojica Morga
Teresa de Jesús Mojica Morga (Guerrero, 3 de octubre de 1970) es diputada federal de representación proporcional en la LXII Legislatura del Congreso de la Unión de México por el Estado de Guerrero desde el 1 de septiembre de 2012. Pertenece al Partido MORENA.
Escolaridad: Doctora en Ciencia Política y Administración Pública 2019-2021
Maestría	Alta Dirección en Comunicación y Publicidad              2007-2008
Licenciatura	Licenciada en Publicidad                                 1991-1996
Diplomado	México y sus Relaciones Exteriores                       2001
Diplomado	Comunicación Corporativa, Publicitaria y Política        2002
Diplomado	Análisis de ONG´s y Proyectos de Desarrollo              2003
Trayectoria política
Delegada Internacional en la Primera Reunión México, Centroamérica y el Caribe de la Internacional Socialista de Jóvenes, Tegucigalpa, Honduras	  2005
Delegada Internacional en la Reunión de Presidium de la Internacional Socialista de Jóvenes, Madrid, España.	                        abril del 2004
Administración pública federal	
Asesora en Comunicación Social y Agenda Legislativa	Vicepresidencia de la Mesa Directiva de la Cámara de Diputados                               2000-2002
Directora de Relaciones Públicas	Presidencia de la Cámara de Diputados, LVIII Legislatura                                                     2003
Directora de Difusión	Coordinación General de Comunicación Social de la Cámara de Diputados, LX Legislatura                                        2007-2008
Asesora del Comité de Administración	Cámara de Diputados, LX Legislatura                                                                          2008-2009
Subdirectora de Asuntos Internacionales y Relaciones Parlamentarias	Senado de la República                                                       2010-2012
Asociaciones a las que pertenece
Presidenta	 Fundación Afromexicana Petra Morga AC 
Publicaciones
Cincuenta años de Reuniones Interparlamentarias México-EE. UU.	                                                                                     2011
Testimonios por la nación/Crónica de la LVIII Legislatura	Revista
Cargos en legislaturas locales o federales
Subdirectora de Asuntos Internacionales y Relaciones Parlamentarias, Senado de la República	                                                     LXI Legislatura
Asesora del Comité de Administración, H. Cámara de Diputados	                                                                                LX - LXI Legislatura
Directora de Difusión, H. Cámara de Diputados	                                                                                                     LX Legislatura
Directora de Relaciones Públicas, Presidencia de la Mesa Directiva de la H. Cámara de Diputados	                                                     LVIII Legislatura